# Circuit de Montecarlo
Al Circuit de Montecarlo, situat a Mònaco, s'hi celebra el Gran Premi de Mònaco de Fórmula 1 i el de GP2.
És un circuit famós pel seu traçat urbà, amb unes vies molt estretes on té més importància l'habilitat del pilot que la potència de la màquina.

## Història
La idea de crear una cursa pels carrers de Mònaco fou d'Anthony Noghes, president del Monegasque car club i amic de la família Grimaldi. La cursa inaugural es va disputar el 1929 i va ser guanyada per William Grover-Williams amb un Bugatti.

## Descripció
El circuit té una extensió de 3.320 m de recorregut, amb una gran quantitat de pujades i de baixades, revolts tancats i estretes vies amb les tanques molt a prop i en molts llocs sense escapatòries, pel que probablement és el circuit més esgotador pels pilots i pels seus vehicles a causa de la quantitat de frenades i acceleracions existents.
També és el circuit més perillós (a causa de la manca d'escapatòries en diversos dels revolts) entre els que actualment s'hi disputen les curses de la Fórmula 1. Al llarg de la història de la cursa hi ha hagut les morts dels pilots Luigi Fagioli el 1952 i de Lorenzo Bardini el 1967.
Això, el famós pas del túnel i els revolts a peu del Mar Mediterrani on va caure Alberto Ascari l'any 1955 d'on va ser rescatat ràpidament pels comissaris, fan que sigui el circuit més espectacular i un dels més seguits pels espectadors a la televisió.
Del circuit de Montecarlo es diu que és el test definitiu d'habilitat al volant d'un Fórmula 1.

## Últims guanyadors
- 1990  Ayrton Senna amb McLaren - Honda
- 1991  Ayrton Senna amb McLaren - Honda
- 1992  Ayrton Senna amb McLaren - Honda
- 1993  Ayrton Senna amb McLaren - Cosworth
- 1994  Michael Schumacher amb Benetton - Cosworth
- 1995  Michael Schumacher amb Benetton - Renault
- 1996  Olivier Panis amb Ligier - Honda
- 1997  Michael Schumacher amb Ferrari
- 1998  Mika Häkkinen amb McLaren - Mercedes
- 1999  Michael Schumacher amb Ferrari
- 2000  David Coulthard amb McLaren - Mercedes
- 2001  Michael Schumacher amb Ferrari
- 2002  David Coulthard amb McLaren - Mercedes
- 2003  Juan Pablo Montoya amb Williams - BMW
- 2004  Jarno Trulli amb Renault
- 2005  Kimi Räikkönen amb McLaren - Mercedes
- 2006  Fernando Alonso amb Renault
- 2007  Fernando Alonso amb McLaren - Mercedes
- 2008 Flag of the United Kingdom (2-3).svg Lewis Hamliton amb McLaren - Mercedes